# Palais de la Cité

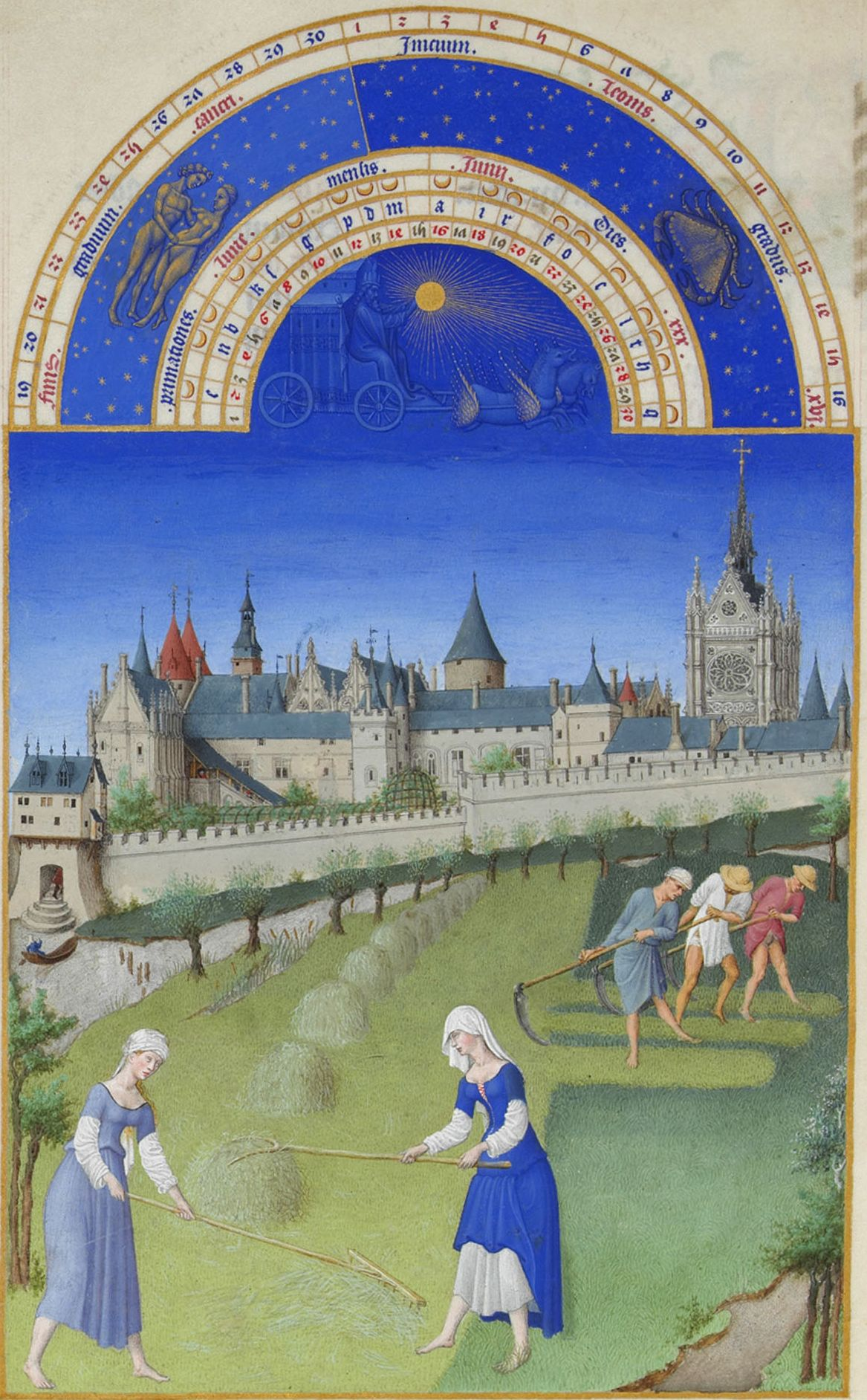
Das Palais de la Cité von Westen vom Hôtel de Nesle aus gesehen in den Les Très Riches Heures de Duc de Berry (Monat Juni) um 1440/50 gemalt

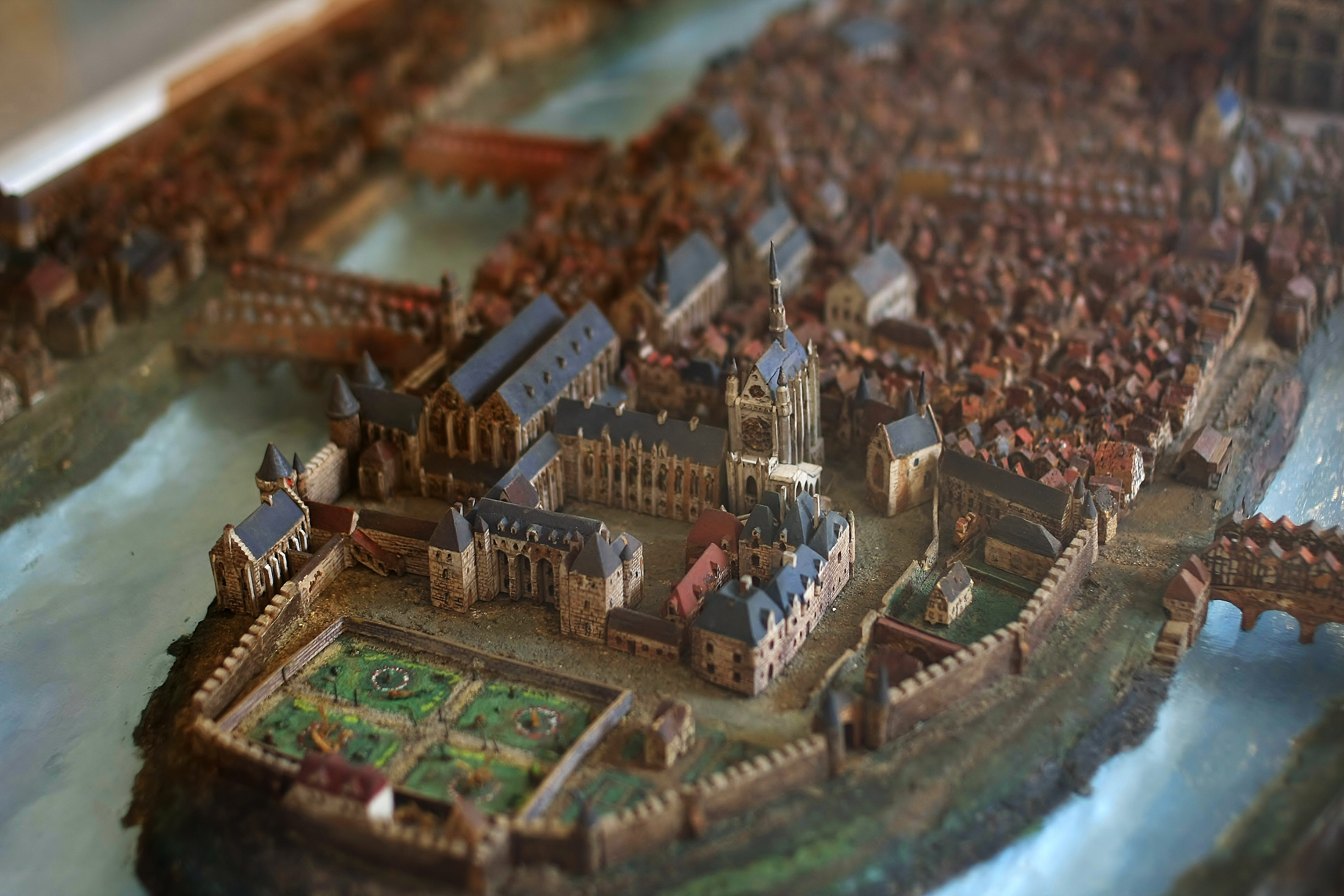
Rekonstruktion des Palais de la cité im 16. Jahrhundert

Das Palais de la Cité auf der Île de la Cité in Paris war vom 10. bis zum 14. Jahrhundert die Residenz der französischen Könige. Von dem mittelalterlichen Gebäudekomplex sind heute nur zwei kleinere Gebäude erhalten: 
- die Sainte-Chapelle (die gotische Hofkapelle) und
- die Conciergerie.

Die Hauptgebäude des Königspalastes, zwischen der Conciergerie und der Sainte-Chapelle gelegen, fielen 1776 einem Brand zum Opfer. König Ludwig XVI. ließ an deren Stelle zwischen 1783 und 1786 das Palais de Justice errichten. 

## Geschichte
An der Stelle des späteren Gebäudeensembles befand sich  unter der Herrschaft des Königs Dagobert I. im 7. Jahrhundert nachweislich die königliche Münzprägeanstalt. Man vermutet gegenüber diesem Gebäude auch die Königspfalz der Merowinger, innerhalb der damals noch intakten römischen Befestigungsmauern der Ile de la Cité, von der sich jedoch keine Spuren erhalten haben. Zu Beginn des 11. Jahrhunderts ließ König Robert der Fromme († 1031) hier einen Palast errichten, der für die nächsten vier Jahrhunderte das Machtzentrum Frankreichs werden sollte.
Zwischen 1244 und 1248 wurde auf Wunsch Ludwigs IX. des Heiligen vermutlich von Pierre de Montreuil der Palast um eine Kapelle, die Sainte-Chapelle ergänzt, um die kostbaren Passionsreliquien („Christi Dornenkrone“ und Teile des „Wahren Kreuzes“) aufzunehmen sowie die Spitze einer Lanze, die dem römischen Hauptmann Longinus gehört haben soll, und die der König 1237 dem lateinischen Kaiser Balduin II. abgekauft hatte. Am 26. April 1248 wurde die Kapelle der Heiligen Jungfrau Maria geweiht.
In den Jahren 1302 bis 1313 ließ König Philipp der Schöne – nachdem er feststellen musste, dass der Louvre, so wie ihn Philipp August hatte bauen lassen, für Empfänge des wachsenden Hofstaates, aber auch ausländischer Gäste, nicht mehr ausreichte – den Palast neu bauen, den er Pfingsten 1313 mit einem Fest einweihte, bei dem der englische König Eduard II., sein Schwiegersohn, anwesend war und drei Söhne Philipps zu Rittern geschlagen wurden.
Bei diesen Umbauten kamen zur Tour Saint-Louis die Tour d’Argent und die Tour de César und eine neue dreiseitige Außentreppe im Osten hinzu, vor allem aber der berühmte Große Saal (Grande salle) im Obergeschoss mit seinen zwei Schiffen (heute zerstört) und die Chambre de parlement als Annex an seinem Nordwestende. Innerhalb der Grande salle galt das Westende als Ort der königlichen Tafel bei Festlichkeiten und man konnte sich anschließend mit ausgesuchten Persönlichkeiten in die Chambre de parlement zurückziehen. Weiter im Westen lagen über Galerien verbunden die Wohnräume des Königs und der Königin.
Unter dem Großen Saal lag im Erdgeschoss die noch erhaltene sogenannte gotische Salle des Gens d’Armes (Rittersaal). Dieser Saal zeigt noch heute die Größe dieses Gebäudeteils mit einer Länge von 64 m, einer Breite von 27,5 m und hier einer Höhe von 8,5 m. Der untere Saal diente als Essraum für die schätzungsweise 2000 Beschäftigten des Palastes, wurde aber später auch als Theatersaal genutzt.
Im Jahr 1358 kam es im Rahmen des Aufstands der Jacquerie zum Überfall Étienne Marcels und seiner Anhänger auf den Palast, bei dem zwei Marschälle des Königs getötet wurden. Als Konsequenz aus diesem Angriff und der offenbar nicht gewährleisteten Sicherheit zog die königliche Familie um, erst ins Hôtel Saint-Paul in der Nähe der Bastille, die gerade gebaut wurde, später in den erweiterten Louvre. Das Palais de la Cité überließ König Karl V. teilweise dem Parlement, das hier seine Justiz unterbrachte – und das im (neueren) Palais de Justice innerhalb des Komplexes heute noch arbeitet. Die drei genannten Türme bekamen dann im Volksmund die Namen Tour Civile (für die Tour d’Argent), Tour Criminelle (für die Tour de César) und Tour des Réformateurs bzw. Tour Bonbec, weil hier unter der Folter die Zungen herausgeschnitten wurden – ein bon bec, Großschnabel, gemacht wurde – und die Schreie der Gefolterten angeblich noch auf der Rive Droite wahrgenommen werden konnten.
Andere Teile des einstigen Palastgebäudes wurden zum Sitz des königlichen Verwalters, eines Concierge, von dem der heutige Name eines Teils des Gebäudekomplexes abgeleitet wird. Im Jahr 1370 wurde am Eckturm des Palais die erste öffentlich sichtbare mechanische Uhr der Stadt installiert, von der der heutige Name Tour d'Horloge (Uhrturm) herrührt.
Westlich des Palais, mit Blick vom Logis royal aus, das zentral in der Westfassade des Palais lag, also den Häusern auf der Cité und dem Lärm und Gestank der Stadt abgewandt, erstreckten sich die königlichen Gärten bis zur Inselspitze (die damals noch diesseits des späteren Pont Neuf lag). Diese Gärten waren mit dem Wegzug des Königs nutzlos geworden und wurden im 16. Jahrhundert verkauft und zur Bebauung freigegeben: von 1580 bis 1611 entstand hier die Place Dauphine.

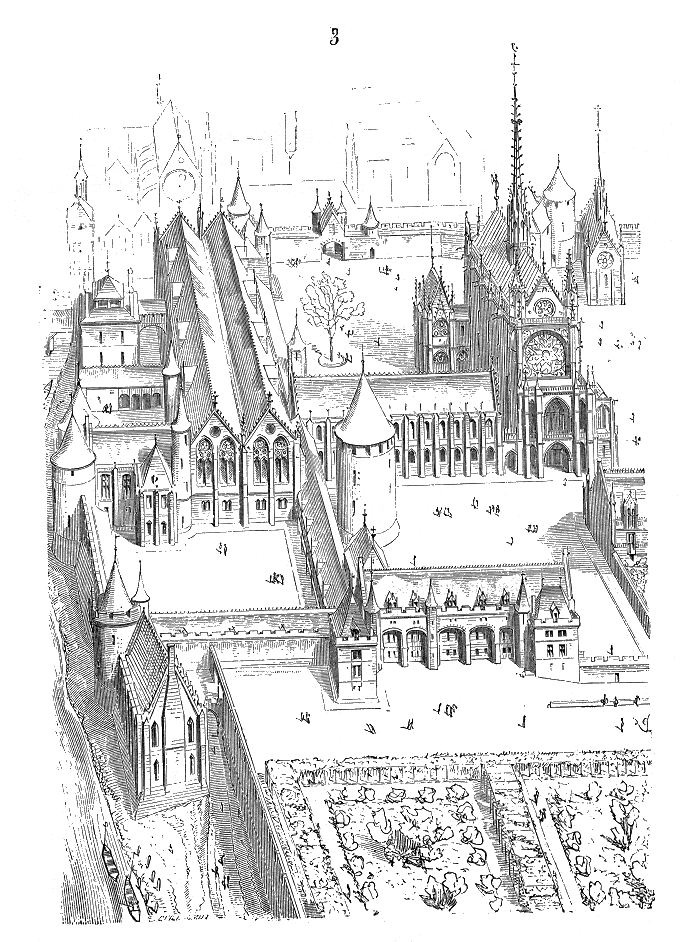
Palais de la Cité um 1400 als Rekonstruktion nach Viollet-le-Duc
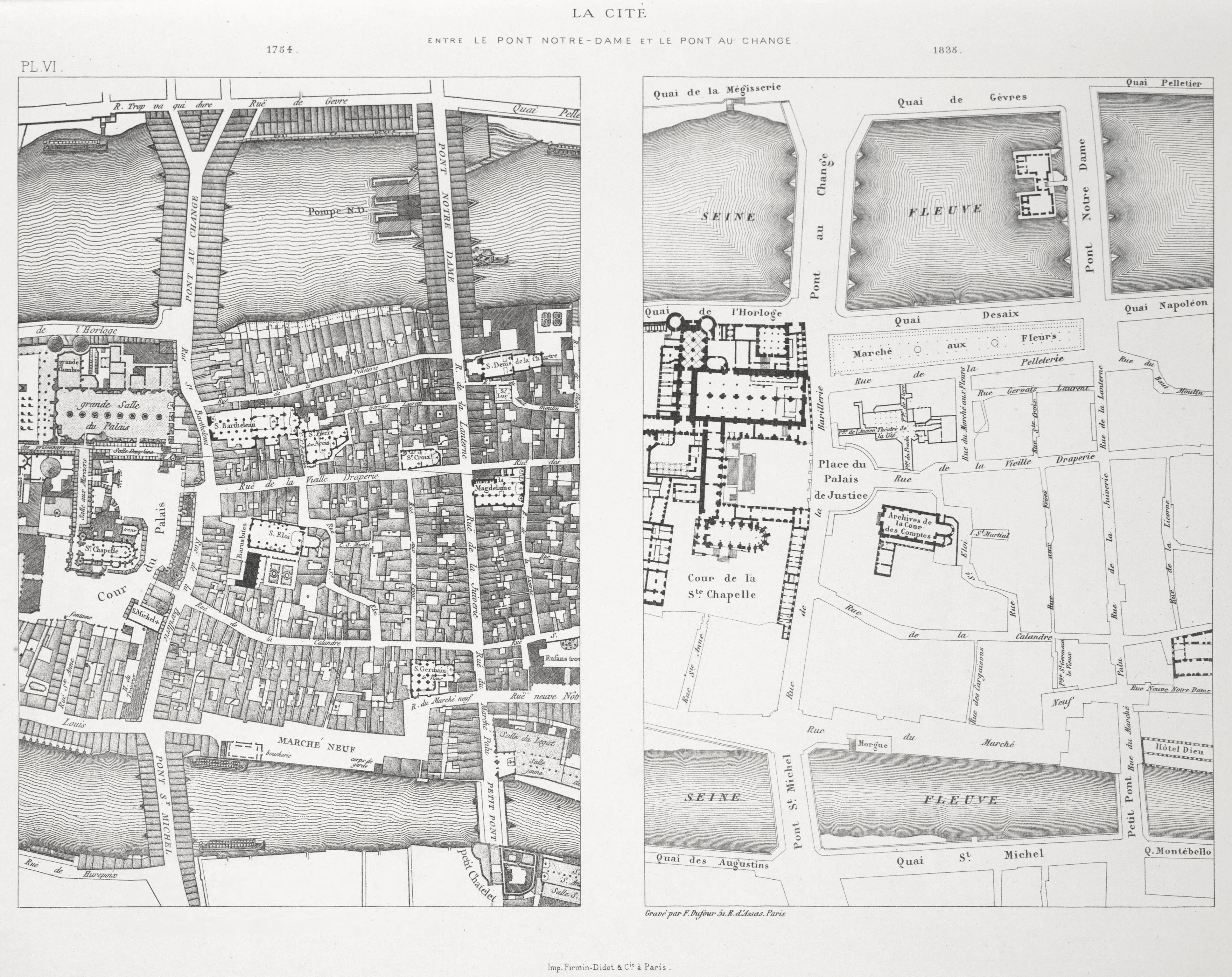
La Cité entre le Pont Notre-Dame et le Pont au Change 1754–1835
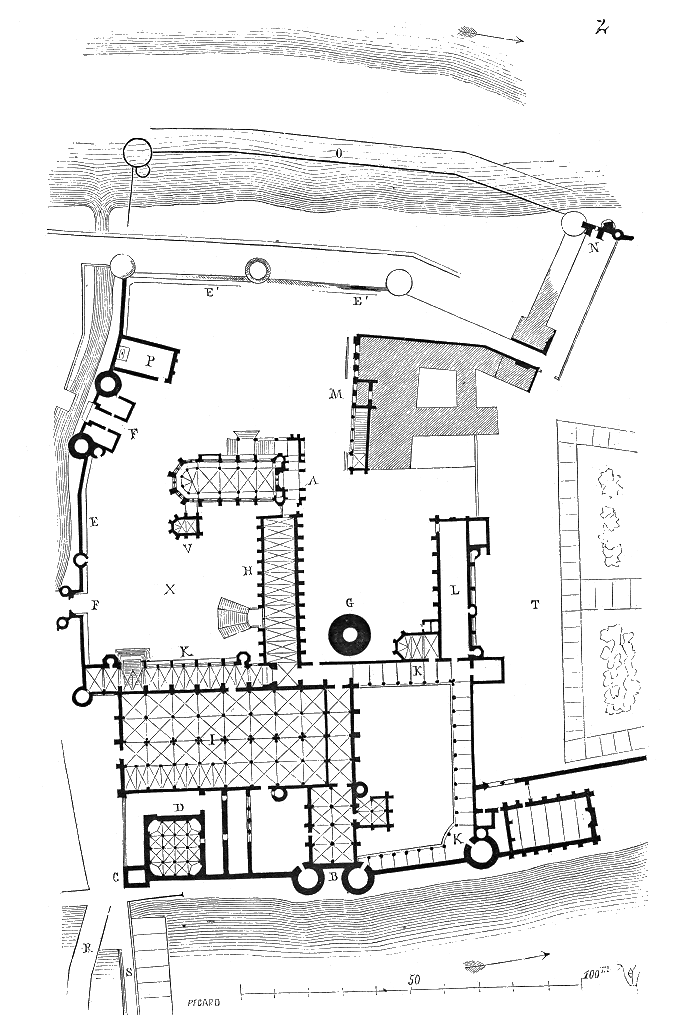
Plan des Palais de la Cité nach Viollet-le-Duc
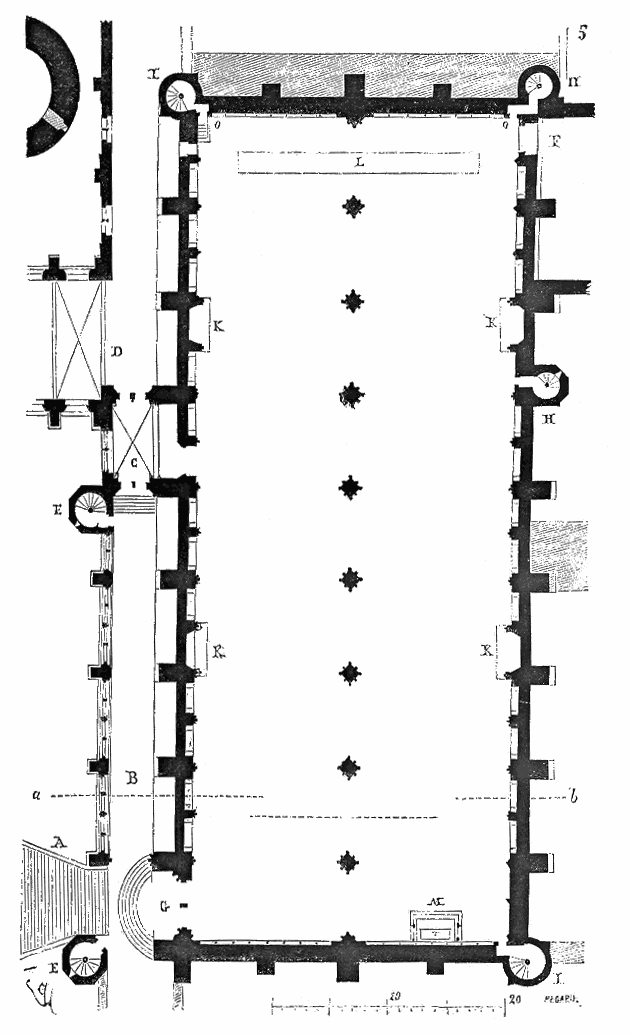
Rekonstruierter Grundriss der Grande salle, erbaut unter Philipp dem Schönen 1302 bis 1313
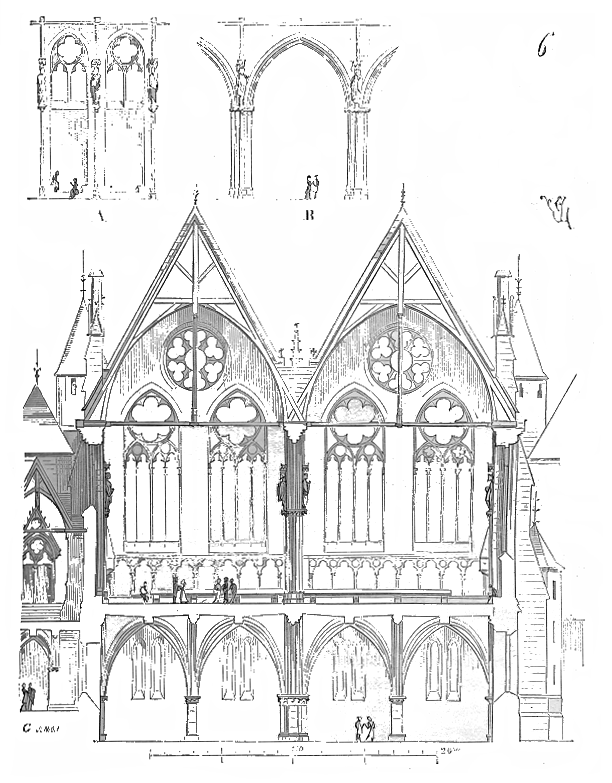
Rekonstruierter Aufriss der Grande salle, erbaut unter Philipp dem Schönen 1302 bis 1313
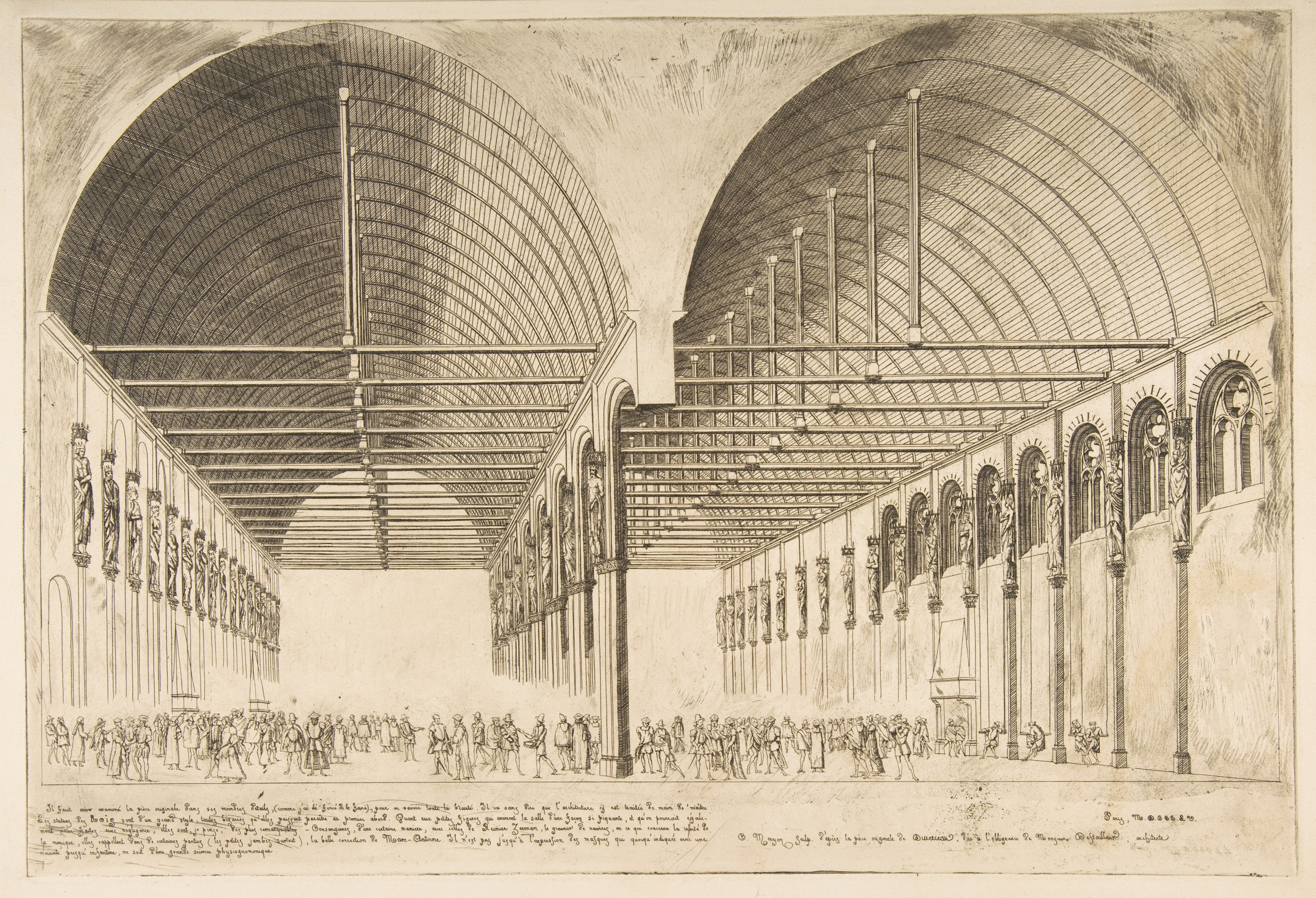
Der Große Saal, 1302 bis 1313 erbaut von Philipp dem Schönen, später zerstört, hier nach einer Rekonstruktion von 1855
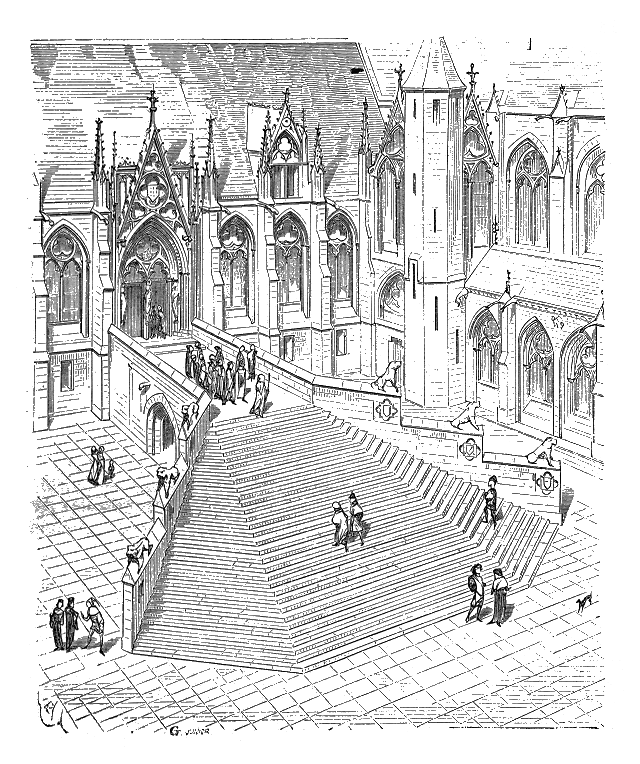
Die Große Treppe auf der Ostseite, erbaut unter Philipp dem Schönen um 1313
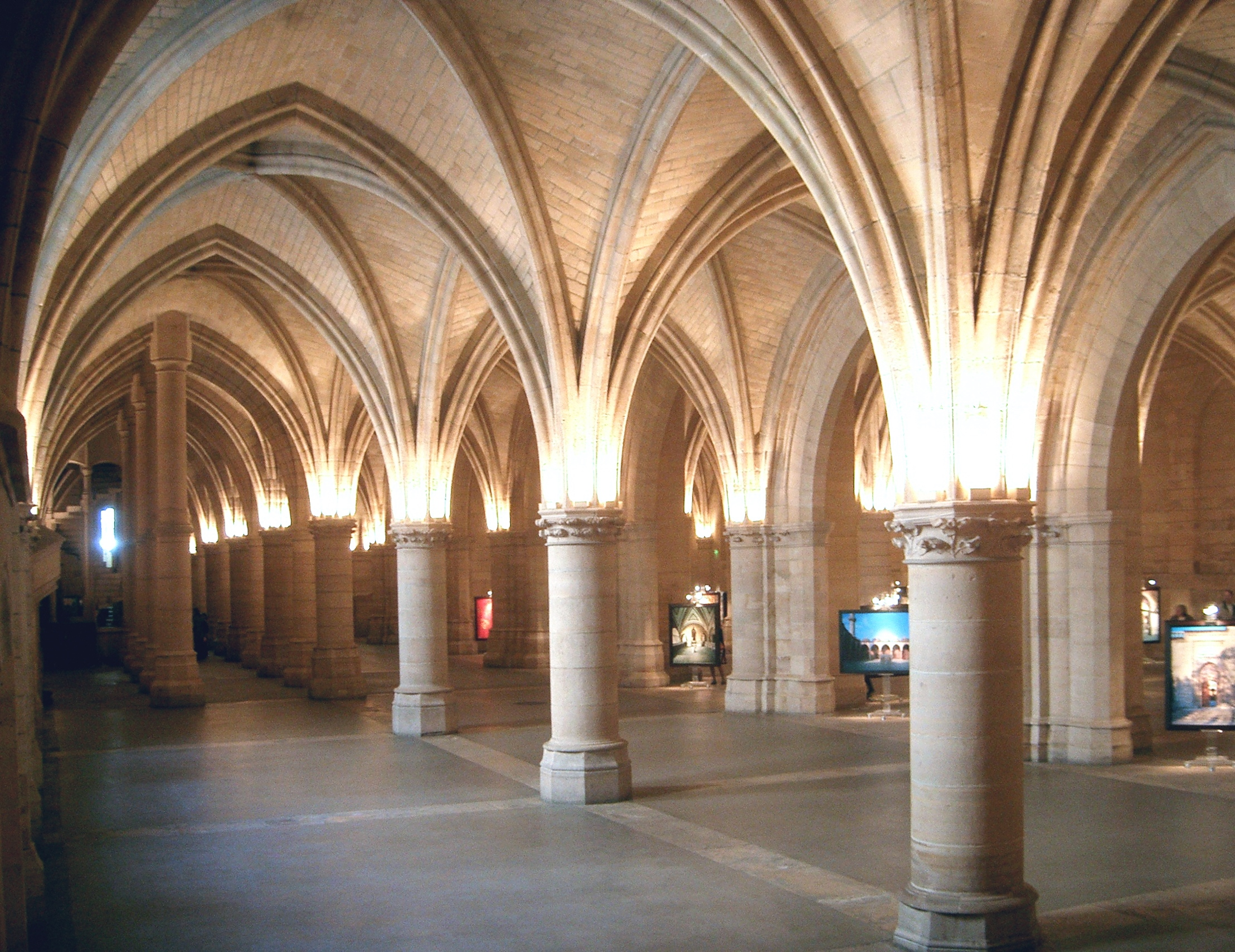
Salle des Gens d’Armes im Erdgeschoss der Conciergerie, erbaut unter Philipp dem Schönen 1302 bis 1313
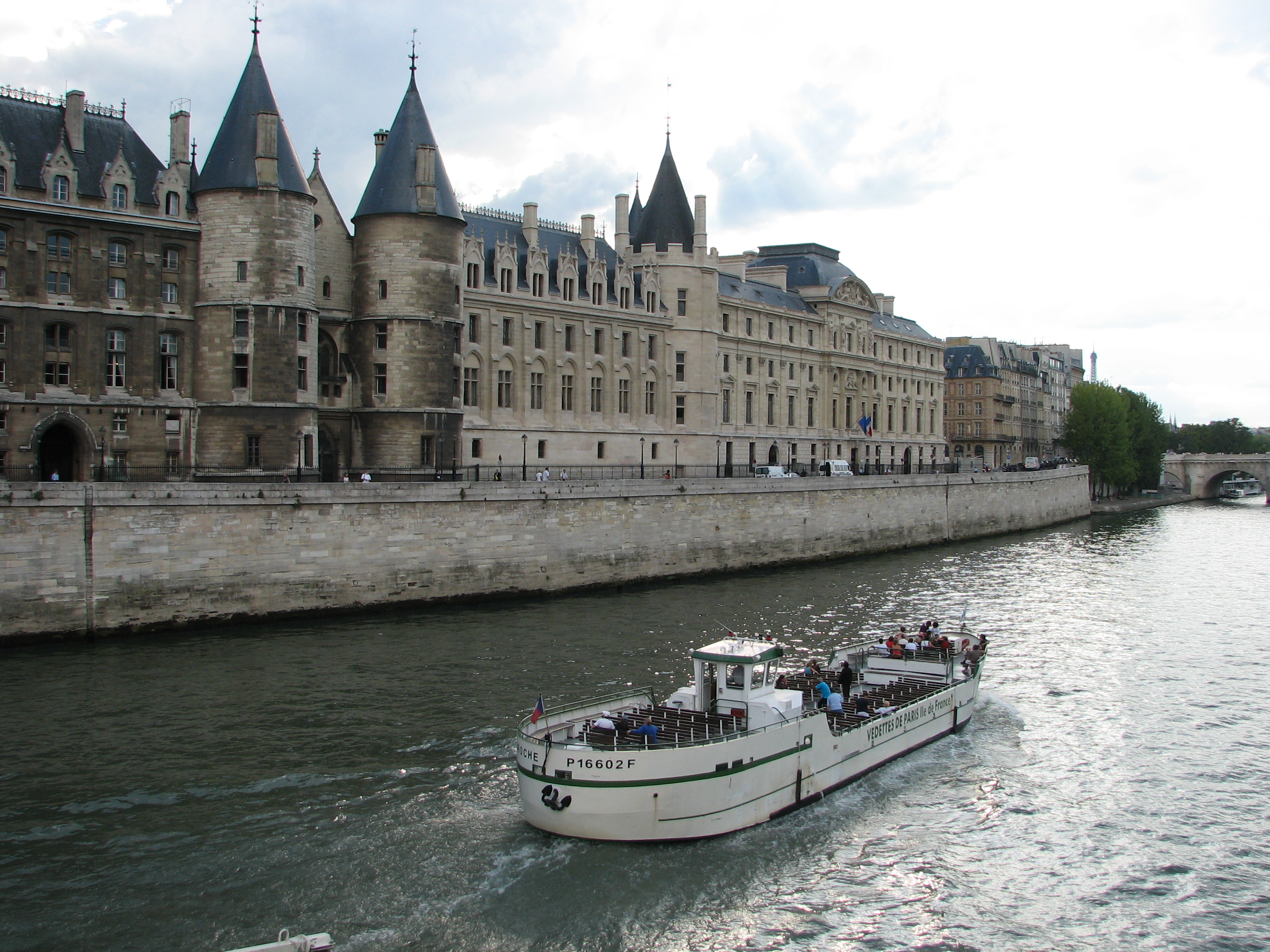
Die Nordfassade der Conciergerie vom Pont au Change aus gesehen
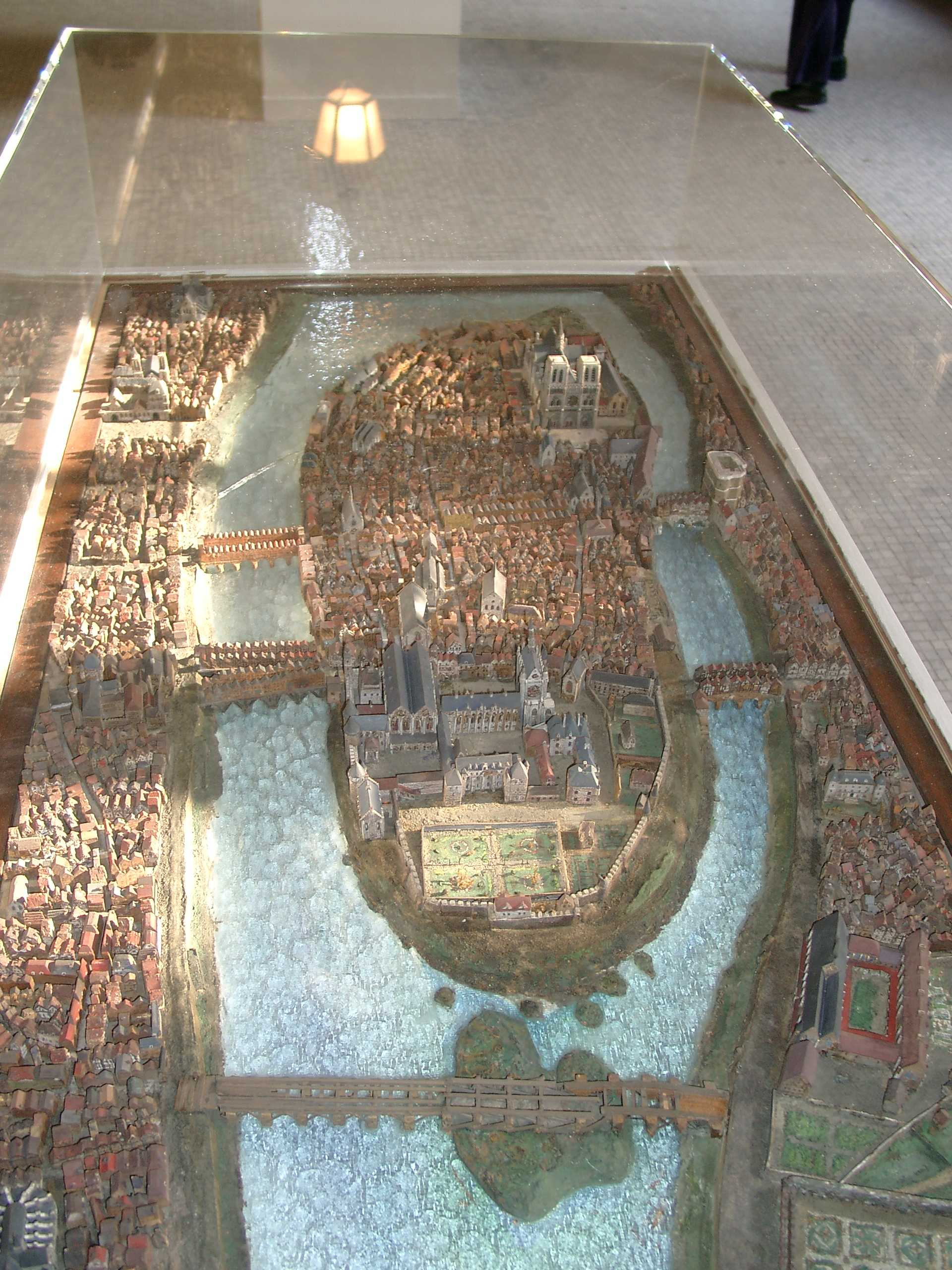
Modell der Île de la Cité zur Bauzeit des Pont Neuf (im Vordergrund), hinter der Brücke die Gartenansicht des Palais de la Cité
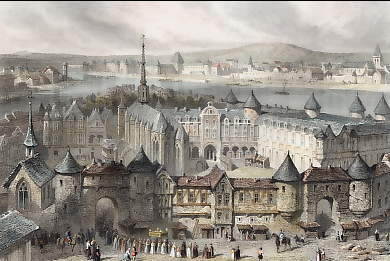
Palais de justice de Paris und die Sainte Chapelle
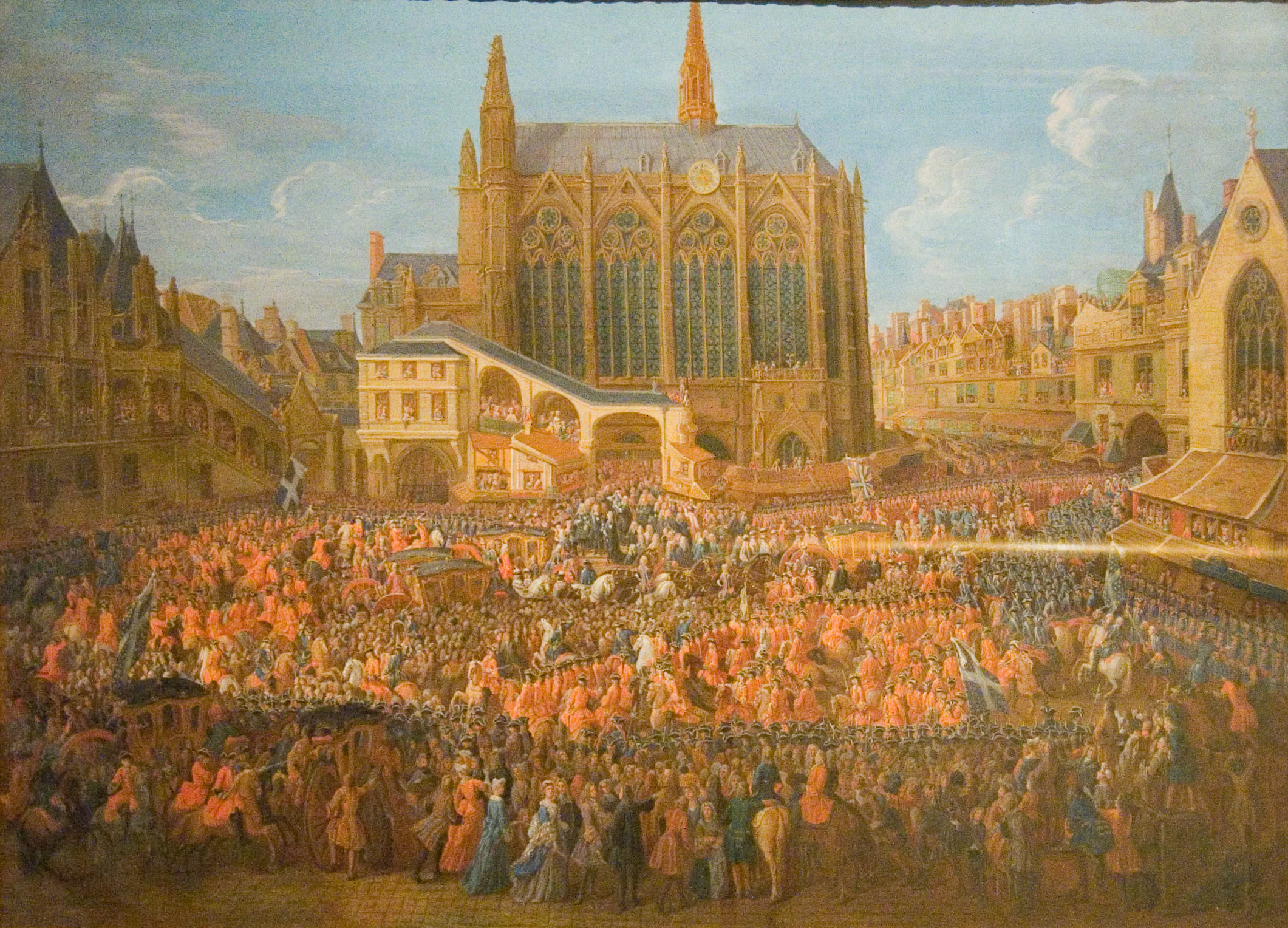
Ansicht des Hofes südlich der Sainte Chapelle auf einem Gemälde von Pierre-Denis Martin
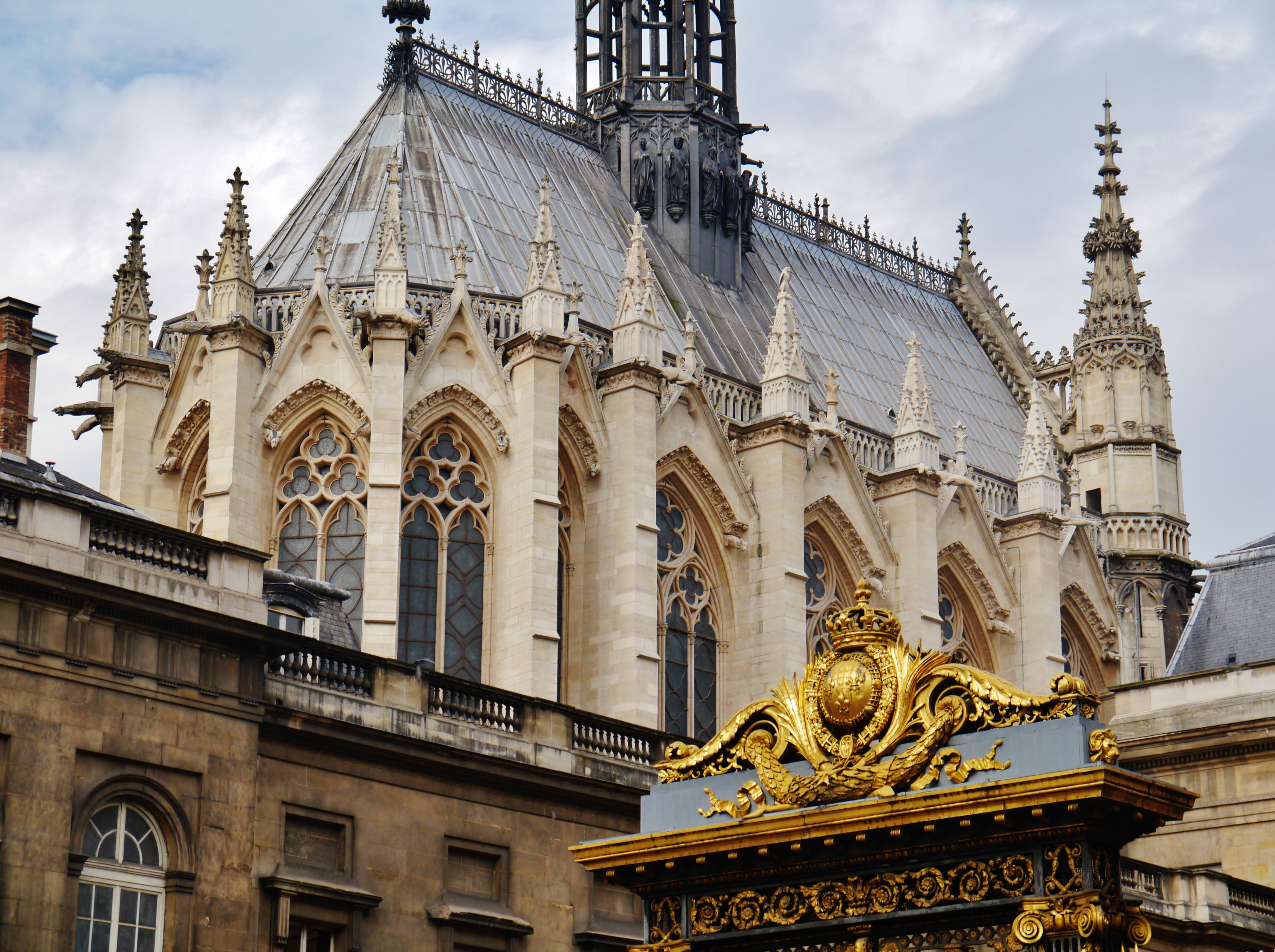
Die Sainte Chapelle heute

## Bauwerke
Der Architekt und Kunsthistoriker Eugène Viollet-le-Duc hat in seinem Dictionnaire raisonné de l’architecture française du XIe au XVe siècle unter dem Stichwort Palais eine Beschreibung des Palais de la Cité inklusive einer Planskizze (Erdgeschoss im 16. Jahrhundert) und einer Ansicht gegeben.
Darin schreibt er, dass bei Ausgrabungen zwar Reste aus gallorömischer Zeit gefunden worden seien, dass aber vom Palais selbst die ältesten Teile aus der Zeit Ludwigs des Heiligen stammen, nämlich:
- Die Sainte-Chapelle (A – die Buchstaben beziehen sich auf die Planskizze),
- Die Gebäudeteile am Quai de l’Horloge einschließlich der beiden Türme (B) und der Tour carrée du coin (C, heute Tour de l’Horloge), die allerdings teilweise etwas älter zu sein scheint. Das quadratische Gebäude neben der Tour carrée, die Küche, ist ein wenig jünger.
- Die Mauern (E und E’) und die Tore im Süden und Osten, denen im 14. Jahrhundert ein Graben vorgelagert war; die letzten Reste der Mauern E’ wurden im 19. Jahrhundert für den Bau der Polizeigebäude am Quai des Orfèvres abgerissen
- Der Donjon (G), der in der Mitte des 18. Jahrhunderts noch stand und am Ende den Namen Tour de Montgomery trug, weil hier Gabriel de Lorges, der Graf von Montgomery, eingesperrt wurde, nachdem er 1559 König Heinrich II. bei einem Turnier so schwer verletzt hatte, dass dieser wenige Tage darauf starb

Auf Philipp den Schönen (und seinen Minister Enguerrand de Marigny) gehen zurück:
- Die Salle des gens d’armes (I) im Erdgeschoss und den (zerstörten) zweischiffigen Großen Saal (Grande salle) im Obergeschoss
- Das Logis royal (L), sowie
- Die Galerie (H) zwischen Sainte-Chapelle und der Grand’salle und
- Die Säulenhallen (K), die die einzelnen Bauwerke miteinander verbanden

Die Chambre des comptes (Rechnungshof) befand sich im Gebäude M südlich des eigentlichen Palais, das unter Ludwig XI. begonnen und unter Ludwig XII. fertiggestellt wurde. Hinter dem Rechnungshof war ein Ausfalltor (N) aus dem 14. Jahrhundert, von dem zur Zeit Viollet-le-Ducs noch Reste zu sehen waren.
Weitere Bestandteile des Palais waren: die Kapelle Saint-Michel (P) neben dem südlichen der beiden Tore und der Garten (T).
Heute existieren vom Palais noch:
- Die Sainte-Chapelle ohne ihren dreistöckigen Anbau (V), der als Sakristei und als Aufbewahrungsort für die königlichen Urkunden diente
- Das Erdgeschoss der Grand’salle, der große obere Saal ist zerstört
- Ein beachtlicher Teil der Säulenhallen (K)
- Die vier Türme am Quai de l’Horloge (B, C)
- Der hintere Teil des Küchengebäudes (D) und des Saals hinter den Zwillingstürmen (B)
- Das Logis royal in seiner ganzen Höhe